# Masaka (Uganda)
Masaka è una città di circa 74 000 abitanti dell'Uganda, situata nella regione centrale; è situata ad ovest del Lago Vittoria. È il capoluogo del Distretto di Masaka, oltre ad essere la maggiore area metropolitana della regione costituita dai distretti di Lyantonde, Sembabule, Lwengo, Bukomansimbi, Kalungu, Rakai e Kalangala.